# 22912 Нораксу
22912 Нораксу (22912 Noraxu) — астероїд головного поясу, відкритий 4 жовтня 1999 року.
Тіссеранів параметр щодо Юпітера — 3,393.